# 肋脉薹草
肋脉薹草（学名：Carex pachyneura）为莎草科薹草属的植物，是中国的特有植物。分布在中国大陆的内蒙古、吉林等地，生长于海拔1,500米的地区，常生于草原带山坡，目前尚未由人工引种栽培。